# Harts of Stur
Harts of Stur is een warenhuis in de stad Sturminster Newton in het Engelse graafschap Dorset. Het bedrijf is actief sinds 1919.

## Geschiedenis
In 1919 richtte Walter Hart, een voormalig schoenenmaker bij het Britse leger, het bedrijf op.  Aanvankelijk begon hij als smid. In 1941 kwam zijn zoon Bill in het bedrijf en in 1945 zijn zoon Eddie. In 1949 werd het bedrijf omgevormd tot een winkel in agrarische benodigdheden en eenvoudige landbouwmachines. In 1979 nam Philip Hart het bedrijf over en transformeerde het tot een modern warenhuis met een focus op kook- en keukenaccessoires. In 1995 lanceerde het bedrijf een van de eerste Britse webshops, wat hen tot pioniers in e-commerce maakte. Het bedrijf besteed veel aandacht aan duurzaamheid, met initiatieven zoals het installeren van zonnepanelen en het vervangen van niet-recycleerbare verpakkingen door biologisch afbreekbare alternatieven. In 2019 werd de winkel uitgebreid met bijna 1.900 m², waar meerdere miljoenen Britse pond mee gemoeid was. Anno 2025 is het bedrijf nog steeds in handen van de familie Hart.